# SELEX
A SELEX mozaikszó az angol Systematic Evolution of Ligands by EXponential Enrichment kifejezésből ered, ami magyarul annyit tesz, hogy Ligand Rendszeres Evolúciója Exponenciális Feldúsítással. Ezen molekuláris biológiai, kombinatorikus eljárás segítségével egy célmolekulát ligandumként jól kötő egyszálú DNS vagy RNS szál evolválható. A SELEX eljárással nyert valamilyen molekulát kötő nukleotid oligomert aptamernek, az így nyert katalitikus nukleinsavakat ribozimnak nevezzük. Az eljárást in vitro evolúció vagy in vitro szelekció néven is nevezik, mivel a darwini evolúcióhoz szükséges szaporodás, öröklődés, változatok és szelekció mind jelen van ebben az eljárásban. Az eljárás során egy véletlenszerű szekvenciakészletből kiindulva a molekulákat kötéserősségük szerint szelektáljuk, majd a jól kötőket felszaporítjuk, s így újabb alapsokaságot hozunk létre, amely újabb és újabb szelekciós körökön mehet keresztül.

## Története
Szathmáry Eörs magyar evolúcióbiológus vetette fel a lehetőségét, hogy affinitáskromatográfia és Qβ replikáz segítségével ribozim evolváltatható. Elképzelése szerint a véletlenszerű RNS molekulákat egy affinitáskromatográfiás oszlopon, amelynek felszínére a katalizálandó reakció átmenti komplexének analógját helyezik, eresztik keresztül. Az oszlopon megragadó molekulákat így el lehet választani a nem kötő molekuláktól. A kötő molekulákat az oszlopról eluálva, Qβ RNS alapú RNS-replikáz segítségével feldúsítják. A replikáz bázisonként 10-4 mutációs rátával másol, s így változatok is keletkeznek. Az új RNS halmazt újabb oszlopra eresztve az evolúciós kör elölről kezdődik. Egy kevéssé általános módszert már 1989-ben Gerald Joyce is felvázolt: a szelekciós lépés csak RNS-t hasító enzimre tudott volna szelektálni.

Az első, 1990-ben elvégzett, SELEX kísérletben viszont nem nukleinsav enzimre, hanem aptamerre szelektált sikeresen két csoport. Craig Tuerk és Larry Gold a T4 bakteriofág DNS polimerázát kötő rövid RNS szekvenciát kerestek. Ismeretes volt, hogy a T4 DNS polimeráz kötődik a saját mRNS-éhez, s a kötőhely egy viszonylag rövid szekvencia. Ennek a kötőhelynek egy randomizált változatát (tehát egy 8 hosszú részleten minden lehetséges nukleotid sorrendet megvalósítottak) próbálták feldúsítani az általuk SELEX-nek elnevezett technika segítségével. A kötőhelyre egy általánosabb, több változatot is megengedő kötőhelyet találtak. A kísérlet bizonyította, hogy kötő RNS szelektív feldúsítása lehetséges. Andrew Ellington és Jack Szostak festékmolekulákat vitt fel egy affinitás kromatográfiás oszlopra, s ezen keresztül eresztett véletlenszerűen szintetizált DNS molekulák másolásával előállított RNS szekvenciákat. A kezdeti 1015 körülbelül 100-155 hosszú molekulából alig 0,1% kötötte a festékeket. Az ötödik körre viszont már minden festéket legalább az RNS molekulák fele kötötte.
Bár az első két kísérletes megvalósítás RNS molekulákat alkalmazott aptamerként, egyszálú DNS és módosított nukleotidokból álló molekula is alkalmas erre.

## Eljárás
A SELEX a kombinatorikus kémia egyik változata, amelyben egy tekintélyes méretű molekula könyvtárat (molekula változatot) egyidejűleg szűrünk valamilyen tulajdonság meglétére. A nukleinsavak különösen jó alanyai a kombinatorikus kémiának, mivel (1) kémiai szintézissel akár 1015 különböző szekvencia állítható elő, (2) a keletkezett nukleinsavak jól meghatározott másodlagos és harmadlagos szerkezettel rendelkeznek, és (3) PCR vagy in vitro transzkripciós módszerekkel a nukleinsavak jól sokszorozhatóak.
A SELEX eljárás kezdete a 1013 - 1015 különböző DNS molekula előállítása. Amennyiben DNS aptamert vagy enzimet szeretnének előállítani, akkor ez egyben a szelekció kiindulópontja is. Amennyiben RNS aptamert vagy ribozimot evolváltatnának, úgy ezt a könyvtárat át kell írni RNS-é. Ezt követően a DNS vagy RNS molekulákat a célmolekulával inkubálják. A kötött molekulákat a gyengén vagy egyáltalán nem kötő nukleinsavaktól elválasztják. Az így kapott kötő nukleinsavakat vagy közvetlenül (DNS SELEX) vagy reverz transzkripciót követően (RNS SELEX) PCR-el feldúsítják. A keletkező dupla szálú DNS-t szétválasztják és ha szükséges akkor in vitro transzkripcióval RNS könyvtárrá alakítják. Ez az új, kötő molekulákban feldúsított nukleinsav halmaz a kiindulási pontja a következő szelekciós körnek. A szelekciók és feldúsítások iterációjával egyre kevesebb, de egyre jobban kötő molekulát kapunk.

### DNS/RNS könyvtár
Az előállított DNS szakaszok központi 20-80 nukleotidja véletlenszerű, míg elől és hátul 18-21 bázis hosszú specifikus szekvenciákat találunk, amelyek a PCR feldúsításhoz szükséges primerek. Az előállítható 1013 - 1015 különböző szekvencia csak egy kis része a teljes lehetséges szekvencia változatoknak. A teljes változatok száma 4L, ahol L a szekvencia hossza.
- 20 nukleotidnál az összes szekvenciaváltozat száma 1.1·1012, tehát elvileg az összes változat jelen lehet a kezdeti könyvtárban,
- 25 nukleotidnál az összes szekvenciaváltozat száma 1.1·1015, tehát elvileg az összes változat jelen lehet a kezdeti könyvtárban
- 30 nukleotidnál az összes szekvenciaváltozat száma 1.1·1018, tehát a kezdeti könyvtár legfeljebb a változatok 0,1%-át tartalmazza,
- 50 nukleotidnál az összes szekvenciaváltozat száma 1.2·1030, tehát a kezdeti könyvtár a változatok egy igen csekély részét tartalmazza csak,
- 80 nukleotidnál az összes szekvenciaváltozat száma 1.4·1048, tehát a kezdeti könyvtár a változatok elenyészően csekély részét tartalmazza csak.

Bér a teljes szekvencia változatosságnak csak egy igen kis része van jelen, de mivel a szerkezetből lényegesen kevesebb van, mint szekvenciából, így a gyakoribb szerkezet változatok biztosan szerepelnek a kezdeti könyvtárban.

### Szelekció
A szelekciós lépésben a nukleinsav könyvtárat vagy a későbbi körök nukleinsav halmazát közvetlenül a kötni való molekulával inkubáljuk (közvetlen kapcsolatban hagyjuk őket). Mivel a kötődő és nem kötődő szekvenciák elválasztása a cél ezen lépésben, így gyakran a célmolekulát immobilizálják (felkötik) egy kromatográfiás oszlopra (affinitás kromatográfia). Így a nem kötő nukleinsavak gyorsan távoznak az oszlopról, míg a kötők lassabban, vagy eleve rajta maradnak az oszlopon. Később onnan eluálhatók (lemoshatóak).

### Amplifikáció
Mivel - főleg eleinte - igen kevés molekula fog kötődni a célponthoz, így feldúsításuk szükséges. Erre a PCR technika tökéletesen megfelelő.

### Mutáció
Ribozimok esetében gyakori, hogy a kiindulási könyvtár nem tartalmazza a szükséges szekvenciát. A valamelyest kötő szekvenciák mutációjával és feldúsításával azonban a keresett enzimaktivitás megtalálható. A mutációt a PCR technika módosításával lehet a rendszerbe bevezetni, ezzel olyan 7·10-3-as mutációs rátát érve el.